# Luật pháp Bắc Triều Tiên
Luật pháp Bắc Triều Tiên (tên chính thức là Cộng hòa Dân chủ Nhân dân Triều Tiên) là bộ luật dân sự được pháp điển hóa kế thừa từ Nhật Bản và chịu ảnh hưởng của Liên Xô. Hệ thống này được Hiến pháp Xã hội chủ nghĩa điều chỉnh và hoạt động trong thể chế chính trị của Bắc Triều Tiên.

## Hệ thống pháp luật
Bắc Triều Tiên sở hữu bộ luật dân sự được pháp điển hóa, kế thừa từ thời Nhật thuộc và tương tự như hệ thống của Hàn Quốc. Tính đến tháng 12 năm 2015, có 236 luật và quy định, khoảng một nửa trong số đó liên quan đến quản lý kinh tế. Luật đầu tư nước ngoài được xây dựng tốt và cập nhật, đồng thời có hệ thống trọng tài rất phát triển.
Hệ thống tư pháp Bắc Triều Tiên chia thành ba cấp, dựa trên mô hình của Liên Xô, bao gồm Tòa án Trung ương, tòa án cấp tỉnh và tòa án cấp huyện. Vấn đề tư pháp đều do Cơ quan Kiểm sát Trung ương xử lý.
Bộ luật hình sự của nước này dựa trên nguyên tắc nullum crimen sine lege (không có luật định thì không có tội phạm) nhưng vẫn là công cụ kiểm soát chính trị mặc dù có một số sửa đổi làm giảm ảnh hưởng về mặt ý thức hệ. Tòa án thực hiện thủ tục pháp lý liên quan không chỉ đến vấn đề hình sự và dân sự mà còn cả án chính trị. Chính trị phạm là những người duy nhất mà toàn bộ gia đình và bản thân họ đều bị đưa đến trại lao động, trong khi tội phạm thì bị giam giữ trong cơ sở cải tạo và nhà tù.

## Nghề luật sư
Giới luật sư Triều Tiên đều phải tham gia đoàn thể mang tên Hiệp hội Luật sư Triều Tiên. Ủy ban Trung ương của hiệp hội này quyết định tiêu chuẩn nghề nghiệp, cũng như việc hội đủ hay không đủ điều kiện hành nghề luật sư. Cá nhân hoặc cơ quan không được quyền thuê mướn luật sư, mà ủy ban này sẽ thu thập yêu cầu đại diện pháp lý rồi sau đó mới phân công vụ án và trả thù lao cho người được chỉ định. Tuy vậy, luật sư không độc quyền cung cấp dịch vụ pháp lý vì bất kỳ ai cũng có thể đại diện trong thủ tục tố tụng dân sự hoặc hình sự. Trường Luật tại Đại học Kim Nhật Thành là cơ sở giáo dục đại học duy nhất cung cấp giáo dục pháp lý. Người ta ước tính rằng có khoảng 500 luật sư đăng ký hành nghề tại Bắc Triều Tiên với 200 người hoạt động tại thủ đô Bình Nhưỡng. Trong suốt 12 năm, Michael Hay là luật sư nước ngoài duy nhất hành nghề tại Bắc Triều Tiên. Ông cho biết đã thắng hoặc thắng một phần trong 70% vụ kiện khi đại diện cho các công ty nước ngoài.
Trên thực tế, luật sư bị hạn chế về loại biện hộ mà họ có thể thực hiện nhân danh thân chủ của mình trong phiên tòa hình sự, vì hệ thống tòa án nước này chỉ là công cụ nằm trong tay quyền lực nhà nước của chính thể độc tài Bắc Triều Tiên. Do số lượng luật sư hành nghề ít ỏi nên bị cáo thậm chí còn khó kiếm nổi một luật sư, và khi luật sư đại diện cho thân chủ thì phần lớn việc này chỉ là hình thức. Họ có thể giải thích động cơ của thân chủ khi phạm tội bị tình nghi và đưa ra vài bình luận tích cực về thân chủ của mình nhưng không biện hộ một cách nghiêm túc.

## Luật pháp và chính trị
Theo Robert Collins thuộc Ủy ban Nhân quyền Bắc Triều Tiên, hệ thống phân cấp quyền lực cụ thể ở Bắc Triều Tiên là lời nói hoặc chỉ thị cá nhân của Kim Jong Un, tiếp theo là Mười nguyên tắc thiết lập hệ thống tư tưởng thống nhất, chỉ thị của Đảng Lao động Triều Tiên—đặc biệt là chỉ đạo chính sách của Ban Tổ chức và Hướng dẫn trực thuộc Ban Bí thư Trung ương Đảng, Điều lệ Đảng và luật dân sự trong nước, và sau cùng mới tới Hiến pháp Bắc Triều Tiên. Đảng Lao động Triều Tiên, trong lúc vừa duy trì vai trò chính trị chủ đạo trong nhà nước độc đảng của Bắc Triều Tiên, lại phục vụ nhà lãnh đạo ở vị trí tối cao đứng trên tất cả các thực thể chính trị khác. Giống như trong thể chế chính trị cộng sản khác, nhà nước và xã hội đều phải phục tùng đảng, và đảng cũng không bị luật dân sự ràng buộc.